# Goniothalamus copelandii
Goniothalamus copelandii är en kirimojaväxtart som beskrevs av Elmer Drew Merrill. Goniothalamus copelandii ingår i släktet Goniothalamus och familjen kirimojaväxter. Inga underarter finns listade i Catalogue of Life.